# Thursania ordenalis
Thursania ordenalis är en fjärilsart som beskrevs av William Schaus 1906. Thursania ordenalis ingår i släktet Thursania och familjen nattflyn. Inga underarter finns listade i Catalogue of Life.